# Рак на дебелото черво
Ракът на дебелото черво е вид болестно състояние, разновидност на рака. Той е най-честия рак на органите на храносмилателния тракт. Негови жертви са мъже и жени на възраст между 40 и 60 години.
Дебелото черво се намира на края на храносмилателната система и е с дължина 1,5 – 2 м. Състои се от сляпо черво (caecum), възходящо ободно черво (colon ascendens), напречно ободно черво (colon transversum), низходящо ободно черво (colon descendens), сигмовидно черво (colon sigmoideum) и право черво (rectum).

## Патогенеза
Най-вътрешната част на дебелото черво е лигавицата. Тя е преграда между съдържанието му и тъканите изграждащи червото. Ракът на дебелото черво е злокачествен тумор, който възниква в този слой. В повечето случаи се разполага в сигмовидното, сляпото или правото черво.
Ракът на дебелото черво е болест на съвременната цивилизация. Всяка от развитите страни отбелязва все повече случаи.

## Причини за възникване
Следните фактори способстват за възникването на рак на дебелото черво:
1. Начинът на хранене – преобладаването в рациона на месни, мазни и брашнени храни; недостатъчно съдържание на продукти с растителен произход; наличие на малко баласт (несмилаеми частици) в храната.
2. Задържане на фекална материя в червата (виж сивите области на илюстрацията) поради непълно изхождане и запек.
3. Заболявания, засягащи дебелото черво, като колит или полипи. Рискът от развитие на рак на дебелото черво започва да се увеличава 7 години след началото на заболяването и всеки следващи 10 години се увеличава с 10%, достигайки след 25 години – 30%;
4. Наследствена предразположеност.

## Развитие
При повишено съдържание на животински мазнини и белтъци, в дебелото черво се образуват някои вещества, които допринасят за образуване на тумори. Те се наричат канцерогенни вещества. При запек, непълно изхождане (когато е в седнало положение, виж дефекация) или волево задържане на позивите за дефекациите, времето на въздействие на канцерогенните вещества върху лигавицата на червата значително се увеличава, което може да изроди нормалните клетки в ракови.
Злокачественият тумор може да се образува заради дълго протичащи възпалителни заболявания на дебелото черво (като колит), а също и да се мутира от полипи (доброкачествени израстъци по лигавицата на червото).
Веднъж възникнали, раковите клетки бързо започват да се множат, туморът постепенно нараства и запълва лумена на червото. В резултат на това настъпва т. нар. непроходимост на червата. Възможни са и други усложнения, като например увличане на туморната маса от усилената перисталтика и възникване на инвагинация и пр. С нарастването си туморната маса разрушава стената на червото и може да причини кръвотечения. На по-ранните етапи, когато заболяването е най-лечимо кървенето е скрито и може да се установи само с лабораторен анализ за скрита кръв в изпражненията.
Прогресията на заболяването е неуловима и оплакванията обикновено настъпват късно.
На късните етапи на заболяването туморната маса се разпространява извън пределите на червото, прораства в стената му, чрез лимфния поток попада в регионалните, а по-късно и в отдалечените лимфни възли, чрез кръвния ток може да достигне отдалечени органи като черен дроб, бели дробове, кости, главен мозък и да образува метастатични огнища.

## Опасност
Ако това заболяване не се лекува навреме, от рак на дебелото черво, както и от всеки друг рак, организмът загива.

## Симптоми
В ранен етап болните от рак на дебелото черво се чувстват добре. Когато туморът достигне големи размери, могат да се наблюдават следните симптоми според това в коя част на дебелото черво ракът се развива:

### При рак на десния колон на дебелото черво
- Анемия;
- Лесна умора;
- Коликообразни болки в корема;
- Отслабване на тегло.

### При рак на левия колон на дебелото черво
- Коликообразни болки в корема (мъчителни, продължителни, тъпи);
- Нарушаване в ритъма на дефекация;
- Наличие на кръв и слуз при дефекация;
- Тежест в корема;
- Подуване на корема;
- Куркане на червата;
- Гадене и повръщане;
- Намален апетит;
- Отслабване на тегло;
- Умора;
- Повишена температура.

## Диагностика
Всеки тумор се лекува най-добре в начален стадий, когато има малки размери. Затова трябва редовно да се правят профилактични прегледи при лекар гастроентеролог и да се правят изследвания за скрита кръв в изпражненията. След 40-годишна възраст трябва да се правят профилактични прегледи веднъж на три години. Анализи за скрита кръв в изпражненията трябва да се правят ежегодно.
1. Палпация – изследване, при което чрез опипване се определя формите, размера и етапа на развитие на анормални формации. Изследват се основно слепите, правите и сигмоидните секции на дебелото черво.
2. Иригоскопия – рентгенова снимка, която се прави след бариева клизма – въвеждане на контрастен разтвор, който реагира на рентгенови лъчи.
3. Ректороманоскопия – изследване, при което последните 30 cm от дебелото черво се оглеждат със специална камера.
4. Ректален пръстов тест – спомага за идентифициране на основния тумор и неговите метастази;
5. Колоноскопия – изследване, подобно на ректороманоскопията, при което се изследва участък с дължина до 1 m. При този метод в ректума на пациента се въвежда специален фиброоптичен апарат и чрез него се оглежда лигавицата на дебелото черво. Може да бъде взета и биопсия.
6. Фиброколоноскопия – най-добър метод, при който чрез апарат снабден с влакнеста оптика могат да бъдат огледани всички участъци на червото, чак до илеоцекалната клапа.
7. Туморни маркери – изследва се чрез кръв.
8. Колонографията (виртуална колоноскопия) – компютърно и магнитно резонансно сканиране. Показва промените в структурите на тъканта. Освен това позволява полипите по дебелото черво и евентуалното наличие на рак да бъдат открити в много ранен стадий.[2]

И при четирите метода по време на манипулацията може да се извърши биопсия – взема се малко парченце подозрителна тъкан, което след това се изследва хистологично.
Процедурите са практически безболезнени. Биопсията се прилага при пациенти с полипи.
Някои болни обаче попадат на преглед при онколог или гастроентеролог, когато туморът има големи размери.

## Лечение
Основните методи на лечение в традиционната медицина са оперативно премахване на тумора и на засегнатите части от червото, химиотерапия, лъчетерапия.
Каква операция ще се извърши зависи от размерите и разположението на тумора. При малки размери и подходящо разположение е възможно туморът да се отдели напълно и да се съхранят нормалните функции на дебелото черво. При големи размери и при някои разположения операцията завършва чрез създаване на изкуствено анално отвърстие разположено на предната коремна страна.
В много случаи операцията се извършва в два етапа (операция тип Хартман): отначало се премахва част от червото и временно се създава изкуствено анално отвърстие, а след няколко месеца колостомата се премахва и се възстановява нормалната функция на червото.
Прогнозата на заболяването зависи от размера на тумора, регионалните лимфни метастази, наличието на далечни метастази и своевременното му хирургично лечение. Колкото по-малки са размерите, толкова е по-голяма вероятността за пълно излекуване.

### Химиотерапия

#### Неоадювантна химио-лъчетерапия при рак на право черво
Прилага се при местно напреднал рак и се съчетава с лъчетерапия 50 – 54 Грей: 5-Флуороурацил и Левковорин.

#### Адювантна химиотерапия
Прилага се след хирургическо лечение на локално напреднал рак. Препоръчва се предварително хистологично изследване на тумора за маркера K-ras (произнася се кей-рас). Използват се: Левковорин, 5-Флуороурацил, Оксалиплатин, Капецитабин.
- Първа линия химиотерапия

Прилага се при рак с далечни разсейки. Прилагат се следните препарати: Оксалиплатин, Левковорин, 5-Флуороурацил, Иринотекан, Капецитабин.
- Втора линия химиотерапия

Използват се: Панитумумаб, Цетуксимаб, Иринотекан, Митомицин С, 5-Флуороурацил.

### Нетрадиционни методи
Все повече хора се обръщат към нетрадиционната медицина поради негативните странични ефекти на традиционните методи – химиотерапията и лъчетерапията разрушават здравите клетки, създават токсична среда в организма и намаляват имунитета. Множество билки имат доказан антираков ефект, други се използват за имунна терапия (засилване на съпротивителните сили на организма). В много от световните клиники за лекуване на рак се прилагат цялостни оздравителни програми, включващи психотерапевтика (работа с положителни утвърждения, формули и т.н.), оздравителна диета без месо и животински мазнини, слънцелечение и т.н.

## Профилактика
За профилактика на рака на дебелото черво е необходимо в рациона на човека да има повече плодове и зеленчуци, да не се допуска на запек, съдържанието на червата да се изпразва в клекнало положение и при първия позив.

## Какво можем да направим?
Ежегодно да се дават изследвания на изпражнения за скрита кръв. Да се провеждат консултации с гастроентеролог. Веднъж на 3 години фиброколоноскопия с оглеждане на всички сегменти на дебелото черво.
Добре трябва да се помни, че появата на оплаквания е вече признак за напреднал туморен процес, което понижава ефективността от лечението. Оплакванията са свързани с честа дефекация, болки в коремната област, постепенно отслабване и трудно хранене поради липса на апетит. Изпражненията са примесени с кръв и слуз.